# Khersīn
Khersīn (persiska: خرسين) är en ort i Iran.   Den ligger i provinsen Hormozgan, i den sydöstra delen av landet, 1 000 km söder om huvudstaden Teheran. Khersīn ligger 1 091 meter över havet och antalet invånare är 442.
Terrängen runt Khersīn är kuperad åt sydväst, men åt nordost är den bergig. Runt Khersīn är det ganska glesbefolkat, med 50 invånare per kvadratkilometer. Närmaste större samhälle är Sīrmand, 19,0 km nordväst om Khersīn. Trakten runt Khersīn är ofruktbar med lite eller ingen växtlighet.